# Испанская рапсодия (Альбенис)
Испа́нская рапсо́дия ре мино́р для фортепиа́но с орке́стром, соч. 70 (исп. Rapsodia española para piano y orquesta, op. 70) — сочинение Исаака Альбениса, написана в 1886—1887 годах. Впервые исполнена в Мадриде в Зале Ромеро (Salón Romero) 21 марта 1887 года (партию фортепиано играл сам композитор, дирижировал Томас Бретон, оркестр Мадридского концертного общества).
Оригинальной оркестровки (созданной, по всей видимости, вместе с Томасом Бретоном) не сохранилось. В последнее время были найдены две рукописные версии конца XIX века, но определение их авторства затруднительно.
«Испанская рапсодия» принадлежит к числу крупнейших сочинений Альбениса. Она более «испанская», чем его концерт (первый), поэтому пользуется большей популярностью. Впрочем, в отношении известности она сильно уступает сольным произведениям Альбениса.

## Жанр
Помимо этой, Альбенису принадлежит ещё одна оконченная рапсодия, «Кубинская», соч. 66, для фортепиано (Rapsodia cubana, 1886). Кроме того, сохранился небольшой набросок «Альмогаварской рапсодии» для оркестра (Rapsodia almogávar, 1899), использованный впоследствии композитором в «Каталонии» (1899), которая должна была быть первой частью «Народной сюиты в трёх частях», но была издана отдельно (остальные части не были написаны) как «симфоническая рапсодия».
«Испанская рапсодия» составляет вместе с «Фантастическим» фортепианным концертом № 1 (1885—1887) пару двух оконченных Альбенисом сочинений для фортепиано с оркестром. Он также начал второй концерт (1892), но было набросано меньше сотни тактов.

## Оркестровка
Альбенис считал себя слабым оркестровщиком, поэтому как для «Фантастического концерта», так и для «Испанской рапсодии» он прибегал к помощи Томаса Бретона, считавшегося одним из лучших испанских симфонистов (к тому времени им были написаны уже две симфонии). «Рапсодия» была издана в версиях для двух фортепиано и для одного фортепиано. Оркестровка же была утрачена.
Богатство материала «Рапсодии» побуждало музыкантов оркестровать её заново: в 1911 году свою версию издал Джордже Энеску, в 1922 — Альфредо Казелла, а в 1960 году — Кристобаль Альфтер. Версию последнего записала Алисия де Ларроча. В 1994 году Хасинто Торрес издал ранее не известную оркестрованную версию. Поскольку её рукопись была открыта в Барселоне, она получила название «барселонской». Торрес считает, что оркестровка в этой версии принадлежит самому Альбенису. Затем стала известна ещё одна рукопись с оркестровкой, отличной от «барселонской». Эта так называемая «сан-себастьянская» версия была исполнена 20 августа 1889 года в городе Сан-Себастьян. Дирижировал Бретон, партию фортепиано играл Альбенис. Он подарил напечатанную версию для двух фортепиано, рукописные оркестровые голоса и партитуру баскскому пианисту и политику Леонардо Моюа Альсаге (Leonardo Moyua Alzaga). Сейчас рукопись хранится Консерватории имени Франсиско Эскудеры. Автор оркестровки неизвестен, но предполагают, что её выполнил либо Альбенис сам, либо вместе с Бретоном. «Сан-себастьянская» версия менее красочна, однако делать из этого какие-то выводы сложно. Соотношение между двумя версиями непонятно.

## Внутреннее строение
«Испанская рапсодия» написана как одночастное произведение, однако она распадается на отдельные эпизоды, соответствующие приблизительно частям сонатно-симфонического цикла.
Немалую роль в построении играет вступление (Allegretto), материал которого затем возвращается, связывая между собою части «Рапсодии». На фоне неизменной доминанты (ля) в басу проводится унисоном типично испанская тема в двух верхних голосах. В конце концов она как будто бы растворяется в воздухе. Первая часть обозначена в нотах как Петенера Мариани (Petenera de Mariani; Allegretto, ma non troppo). Она излагается в ре миноре. После маленького воспоминания о вступлении начинается вторая часть — Оригинальная хота (Jota original; Allegro) в Ля мажоре. Она выполняет роль скерцо и плавно переходит в Малагенью Хуана Бревы (Malagueña de Juan Breva; Andantino, ma non troppo), в Ми-бемоль мажоре. Здесь фортепиано исполняет только аккомпанемент, на фоне которого оркестр разворачивает идиллическую мелодию. Затем следует достаточно большой переходный эпизод (Allegretto, ma non troppo), повторяющий начало вступления, но развивающий его иначе. Финал «Рапсодии» — Эстудиантина (Allegro и стретта Presto), являющаяся на самом деле блестящим вальсом вроде «Эстудиантины», соч. 191 Эмиля Вальдтейфеля, опубликованной несколькими годами ранее (1883). Она написана в Ре мажоре, и таким образом светлые образы одерживают в «Рапсодии» победу нам загадочным мраком вступления.

## Записи
| Год записи                           | Год издания | Содержание | Партия фортепиано                        | Оркестр и дирижёр                                                    | Фирма и код              |
| ------------------------------------ | ----------- | --- | ---------------------------------------- | -------------------------------------------------------------------- | ------------------------ |
| Записи, выпущенные на грампластинках |             | |                                          |                                                                      |                          |
|                                      | 1965        | Альбенис. «Испанская рапсодия» (оркестровка Кристобаля Альфтера) Эспла. «Дон Кихот на страже оружия».                                                                  | Гонсало Сориано                          | Национальный оркестр Испании, дирижёр Рафаэль Фрюбек де Бургос       | London CS 6423 / CM 9423 |
| Записи, выпущенные на компакт-дисках |             | |                                          |                                                                      |                          |
|                                      | 1984        | Альбенис. «Испанская рапсодия» (оркестровка Кристобаля Альфтера). Турина. «Симфоническая рапсодия». М. де Фалья. «Ночи в садах Испании».                               | Алисия де Ларроча                        | Лондонский филармонический оркестр, дирижёр Рафаэль Фрюбек де Бургос | Decca 410289-2           |
| 1996                                 | 1996        | Альбенис. Фортепианный концерт № 1. «Испанская рапсодия» (оркестровка Джордже Энеску). Турина. «Симфоническая рапсодия». М. де Фалья. «Ночи в садах Испании».          | Жан-Франсуа Эссе                         | Лозаннский камерный оркестр, дирижёр Хесус Лопес Кобос               | Erato 0630-14775-2       |
|                                      | 1999        | Альбенис. «Испанская рапсодия» (оркестровка Джордже Энеску). Монтсальватже. «Короткий концерт». Турина. «Симфоническая рапсодия». М. де Фалья. «Ночи в садах Испании». | Анджела Чэн (Angela Cheng)               | Филармонический оркестр Калгари, дирижёр Ханс Граф                   | CBC SMCD 5195            |
|                                      | 1999        | Альбенис. «Испанская сюита». «Мальорка». «Испанская рапсодия» (авторская обработка для фортепиано соло). Гранадос. «Испанские танцы». «Поэтические вальсы».            | Мари-Андре Остиги (Marie-Andrée Ostiguy) | —                                                                    | Mamusico                 |
| 2009                                 | 2009        | Альбенис. Фортепианный концерт № 1. «Испанская рапсодия» («барселонская» версия). Соната № 5. Сюита № 3. «Изразцы». «Наварра».                                         | Мигель Басельга                          | Симфонический оркестр Тенерифе, дирижёр Люй Цзя                      | BIS CD-1743              |
| 2012                                 | 2015        | Альбенис. Фортепианный концерт № 1. «Испанская рапсодия» («сан‑себастьянская» версия). Гранадос. Фортепианный концерт (реконструкция и составление Мелани Местре).     | Мелани Местре (Melani Mestre)            | Шотландский симфонический оркестр BBC, дирижёр Мартин Браббинс       | Hyperion CDA67918        |

### Ноты
- «Испанская рапсодия», соч. 70 Исаака Альбениса: ноты произведения на International Music Score Library Project

### Анализ
- Nigel Simeone. Комментарий к диску Hyperion CDA67918.